# Rækker Mølle Pastorat
Rækker Mølle Pastorat er et pastorat i Skjern Provsti, Ribe Stift med de fire sogne:
- Bølling Sogn
- Sædding Sogn
- Hanning Sogn
- Finderup Sogn

I pastoratet er der fire kirker:
- Bølling Kirke
- Sædding Kirke
- Hanning Kirke
- Finderup Kirke